# Saccharomycopsis crataegensis
Saccharomycopsis crataegensis är en svampart som beskrevs av Kurtzman & Wick. 1973. Saccharomycopsis crataegensis ingår i släktet Saccharomycopsis och familjen Saccharomycopsidaceae.   Inga underarter finns listade i Catalogue of Life.